# Rue Poulet
La rue Poulet est une voie du 18e arrondissement de Paris, en France.

## Situation et accès
La rue Poulet est une voie publique située dans le 18e arrondissement de Paris. Elle débute au 100, rue Myrha et se termine au 33 bis, rue des Poissonniers.
Elle est desservie par la ligne 4 à la station Château Rouge.

## Origine du nom
Elle doit son nom au propriétaire du terrain sur lequel a été ouverte la voie. 
On dit aussi qu’elle porterait son nom en l’hommage à Georges Poulet, critique littéraire[réf. nécessaire].

## Historique
À partir de 1844, une grande partie du parc du Château-Rouge, situé sur la commune de Montmartre, est loti. Une ordonnance du 31 mars 1847 autorise les différents propriétaires, dont M. Poulet, à ouvrir plusieurs voies, dont la rue Poulet. La largeur de la rue est fixée à 12 m.
Après le rattachement de Montmartre à Paris par la loi du 16 juin 1859, la rue est classée officiellement dans la voirie parisienne le 23 mai 1863.
Le journaliste et écrivain Anatole Baju résidait dans cette rue, au no 8, et il y est décédé le 23 avril 1903.